# 邁克爾·弗雷德曼
邁克爾·勞倫斯·弗雷德曼（英語：Michael Lawrence Fredman）是一名美國計算機科學家，羅格斯大學計算機科學系的名譽教授。他於1972年獲得史丹佛大學博士學位，師從高德納。1974年至1976年，他是麻省理工學院數學系的成員；1992年之前，他是聖地牙哥加利福尼亞大學計算機科學與工程系的成員。他對計算機科學的貢獻包括：與羅伯特·塔揚合作開發斐波納契堆；與丹·威拉德合作開發整數計算的跨二分法模型；與布魯斯·韋德（Bruce Weide）合作證明 {\displaystyle \Theta (n\log n)} 是解決克利度量問題的最佳時間的下界。